# Liste von Persönlichkeiten der Stadt Bad Segeberg
Die Liste enthält bedeutende Persönlichkeiten, die in Bad Segeberg geboren wurden, sowie weitere Persönlichkeiten, die mit der Stadt Bad Segeberg verbunden sind. Sie sind nach ihrem Geburtsjahr geordnet. Die Liste erhebt keinen Anspruch auf Vollständigkeit.

## Bis 1900
- um 1580, Heinrich von Hatten, † 12. Juni 1655 in Rendsburg, Jurist und holstein-gottorfischer Gesandter
- 1766, 10. August, Hieronymus Friedrich Philipp Hensler, † 21. Juni 1893, Arzt

### 1801 bis 1850
- 1805, 17. Januar, Heinrich von Döring, † 12. Juni 1880 in Setzin, Amtmann von Cismar und Gutsbesitzer
- 1813, 4. Juni, Emil von Berger, † 23. März 1900 in Berlin, General der Infanterie
- 1817, 26. März, Karl Lorentzen, † 18. Mai 1888 in Coburg, Philologe, Journalist, Politiker, Mitglied der Schleswig-Holsteinischen Landesversammlung, des Norddeutschen Reichstages und des Deutschen Reichstags
- 1819, 9. September, Carl von Rosen, † 7. Dezember 1891 bei Vedbæk, königlich-dänischer Oberpräsident und Kammerherr
- 1823, 18. April, Moritz Delfs, † 28. Dezember 1906 in Hamburg, Maler
- 1825, 30. April, Alfred von Rosen, † 19. September 1912 in Schleswig, königlich-dänischer Beamter und preußischer Regierungspräsident
- 1827, 23. Februar, Sigismund von Rosen, † 18. April 1864 in Düppel, königlich-dänischer Stabsoffizier
- 1828, 25. Juli, Godhard Prüssing, † 9. Oktober 1903 in Jena, Ingenieur und Zementfabrikant
- 1834, 31. August, Jonas von Rosen, † 24. April 1881 in Hadersleben, Verwaltungsbeamter
- 1842, 4. März, Wilhelm Martens, † 22. Januar 1910 in Grunewald, Architekt
- 1845, 23. Februar, Karl Wilhelm Augustin, † 7. April 1932 in Hamburg, Gymnasiallehrer und Entomologe

### 1851 bis 1900
- 1851, Emil Brandt, † 1933, Architekt
- 1861, 2. Juli, Konrad von Moltke, † 20. September 1937 in Kassel, Generalmajor
- 1864, 28. Januar, Karl Storch der Ältere, † 11. Februar 1954 in Segeberg, Maler
- 1868, 9. Januar, Christian Bruhn, † 27. August 1942 in Düsseldorf, Zahnmediziner, begründete die Westdeutsche Kieferklinik
- 1880, 11. Juni, Henry Seligmann, † 11. Juni 1933 in Hannover, Bankier
- 1889, 12. Mai, Johannes Rode, † 23. September 1947 in Fischbek, Polizist und KZ-Kommandant

## 20. Jahrhundert

### 1901 bis 1950
- 1904, 10. Oktober, Walter Tralau, † 30. Dezember 1975 in Köln, Architekt und Baubeamter
- 1920, 29. August, Friedrich Noll, † 16. Februar 1993, Politiker (SPD), von 1962 bis 1971 Mitglied des Landtags von Schleswig-Holstein
- 1921, 1. August, Hilda Kühl, † 13. März 2014 in Bad Segeberg, Autorin
- 1935, 27. April, Malte Hossenfelder, † 9. August 2011, Philosoph
- 1940, 16. Februar, Volker Dose, Physiker
- 1941, Dietrich Feldhausen, Drehbuchautor und Essayist
- 1942, 19. November, Lieselott Blunck, Politikerin (SPD), von 1981 bis 1998 Mitglied vom Deutschen Bundestag
- 1943, 7. Dezember, Peter Chatel, † 25. August 1986 in Hamburg, Schauspieler
- 1944, 17. September, Borusso von Blücher, Jurist und Diplomat
- 1944, 29. Dezember, Horst Pöttker, Medienwissenschaftler
- 1945, 19. Januar, Maria Jepsen, evangelisch-lutherische Theologin, ehemalige Bischöfin
- 1945, 23. Mai, Rainer Burchardt, † 12. Dezember 2022 bei Bonn, Journalist
- 1946, 23. Juli, Helmut Trotnow, OBE, Historiker und Gründungsdirektor des AlliiertenMuseums
- 1947, 25. Januar, Kurt Hahlweg, Psychologe
- 1947, 8. November, Sven Thomas, Rechtsanwalt und Strafverteidiger
- 1948, 9. Mai, Astrid Höfs, Politikerin (SPD), von 1982 bis 2000 Mitglied des Kreistags des Kreises Segeberg, von 2000 bis 2009 Mitglied des Landtags von Schleswig-Holstein
- 1948, 27. Mai, Hartmut Idzko, Fernsehjournalist
- 1949, Peter Stoltenberg, Politiker (Bündnis 90/Die Grünen), von 2008 bis 2013 Mitglied des Kreistags des Kreises Segeberg, von 2013 bis 2015 Landesvorsitzender von Bündnis 90/Die Grünen Schleswig-Holstein

### 1951 bis 1975
- 1951, 24. August, Norbert Morkes, Musikproduzent und Lokalpolitiker (Bürger für Gütersloh), von 2020 bis 2024 Bürgermeister von Gütersloh
- 1952, 24. Dezember, Christian Habicht, † 15. Mai 2010 in Dresden, Schauspieler
- 1953, Ulrike Hillmann, Richterin
- 1954, 1. April, Marlis Tepe, ehemalige Bundesvorsitzende der GEW
- 1954, 18. Juni, Stefan Gieltowski, Politiker (SPD), von 1999 bis 2011 Oberbürgermeister von Rüsselsheim am Main
- 1954, Ingo Rehberg, Physiker
- 1955, 5. Dezember, Albrecht Puhlmann, Dramaturg und Intendant
- 1956, 30. April, Olaf Böttger, Politiker (CDU), von 2004 bis 2011 Mitglied der Hamburgischen Bürgerschaft
- 1956, 23. September, Jens Haustein, Germanist
- 1957, 16. Juli, Wolfgang Dudda, † 27. Februar 2023 in Kiel, Politiker (Piratenpartei), von 2012 bis 2017 Mitglied des Landtags von Schleswig-Holstein
- 1957, 6. August, Bernd Jorkisch, Unternehmer, Honorarkonsul und Politiker (CDU)
- 1958, 12. Februar, Gero Storjohann, † 29. Januar 2023, Politiker (CDU), von 1994 bis 2002 Mitglied des Landtags von Schleswig-Holstein, von 2002 bis 2023 Mitglied des Deutschen Bundestages
- 1958, Siegfried Grotherr, Betriebswirt und Steuerberater
- 1959, 20. Oktober, Ines Strehlau, Politikerin (Bündnis 90/Die Grünen), von 2009 bis 2022 Mitglied des Landtags von Schleswig-Holstein
- 1960, 17. Januar, Dirk Kock-Rohwer, Politiker (Bündnis 90/Die Grünen), seit 2022 Mitglied des Landtags von Schleswig-Holstein
- 1961, 26. März, Claus Christian Claussen, Politiker (CDU), seit 2017 Mitglied des Landtags von Schleswig-Holstein
- 1961, 22. August, Stefan Studt, Politiker (SPD)
- 1961, 25. August, Detlef Kuhlbrodt, Autor
- 1961, 10. September, Robert Eder, Schauspieler und Hörspielsprecher
- 1962, 22. Januar, Christoph Meyns, evangelisch-lutherischer Theologe
- 1962, 1. Dezember, Detlev Buck, Regisseur, Schauspieler, Drehbuchautor und Filmproduzent
- 1962, 20. Dezember, Jürgen Czarske, Elektrotechniker, Physiker und Hochschullehrer
- 1963, 8. April, Enno Haaks, lutherischer Theologe und Generalsekretär des Gustav-Adolf-Werks e. V.
- 1963, 12. Juni, Katja Rathje-Hoffmann, Politikerin (CDU), seit 2009 Mitglied des Landtags von Schleswig-Holstein
- 1966, 27. November, Frauke Kuhlmann, ehemalige Fußball-Nationalspielerin
- 1966, 2. Dezember, Ralf Dümmel, Unternehmer
- 1969, Petra Wede, Radiomoderatorin
- 1971, 20. September, Julia Westlake, Fernsehmoderatorin
- 1972, 13. September, Nils Tegen, Jazzmusiker und Komponist
- 1974, 1. Oktober, Bernd Tödter, Neonazi

### 1976 bis 2000
- 1977, 20. Oktober, Thomas Pregel, Schriftsteller und Lektor
- 1977, 25. Oktober, Phillip Stockfleth, Kampfsportler
- 1980, 4. März, Karsten Januschke, Dirigent
- 1982, 27. Januar, René Hürter, Fernsehpräsentator und esoterischer Dienstleister (Hellseher)
- 1983, 15. April, Fabian Bröcker, Fußballspieler
- 1985, 1. Mai, Benjamin Gommert, ehemaliger Fußballtorwart und Trainer
- 1985, 11. Mai, Catharina Nies, Politikerin (Bündnis 90/Die Grünen), seit 2022 Mitglied des Landtags von Schleswig-Holstein
- 1986, 20. Januar, Ole-Christopher Plambeck, Politiker (CDU), seit 2017 Mitglied des Landtags von Schleswig-Holstein, Steuerberater
- 1988, 9. März, Patrick Starke, Handballspieler
- 1989, 20. Dezember, Niklas Jakusch, Fußballtorwart
- 1990, 2. Juni, Jonathan Benninghaus, Handballspieler
- 1990, 11. Juli, Mona Barthel, Tennisspielerin
- 1991, 2. Juni, Rachel Rinast, schweizerisch-deutsche Fußballspielerin
- 1992, 19. Oktober, Janek Sternberg, Fußballspieler
- 1994, 28. April, Maya Rehberg, Leichtathletin
- 1994, 7. November, Laura Schultze, Handballspielerin
- 1996, Februar, Enno Gröhn, Organist und Kirchenmusiker
- 1996, 14. August, Jasper Bruhn, Handballspieler
- 1997, 1. April, Morten Behrens, Fußballtorwart
- 1998, 15. September, Louisa Masciullo, Reality-TV-Darstellerin, Moderatorin und Influencerin
- 2000, 6. Januar, Fiete Arp, Fußballspieler

## Weitere Persönlichkeiten
Hier folgt eine Übersicht von Personen, die in Bad Segeberg gelebt und/oder gewirkt haben, jedoch nicht dort geboren wurden.
- um 1090, Vizelin, † 12. Dezember 1154, Bischof, Priester und Missionar
- 1526, 11. März, Heinrich Rantzau, † 31. Dezember 1598, Statthalter des dänischen Königs und Amtmann von Segeberg
- 1732, 6. Januar, Martin Ehlers, † 9. Januar 1800, Pädagoge
- 1769, 30. Oktober, Christian Kuß, † 18. Dezember 1853 in Segeberg, Autor, Prediger, Geschichtsforscher
- 1778, 20. Juni, Marcus Grave, † 26. Juni 1820, Jurist, von 1817 bis 1820 Bürgermeister von Segeberg
- 1788, 20. August, Wilhelm von Rosen, † 17. Juli 1853 in Segeberg, königlich-dänischer Kammerherr, Amtmann und Ehrenbürger der Stadt Bad Segeberg
- 1794, 8. Juli, Ernst Esmarch, † 2. Februar 1875 in Segeberg, Jurist, Bürgermeister von Segeberg und Ehrenbürger der Stadt Bad Segeberg
- 1827, 15. September, Joachim Mähl, † 4. Juli 1909, Lehrer
- 1860, 16. März, Sidonie Werner, † 27. Dezember 1932, Sozialpolitikerin
- 1864, 24. Oktober, Detlef Breiholz, † 1. Dezember 1929, Imker
- 1885, 6. September, Waldemar von Mohl, † 1. März 1966 in Bad Segeberg, Jurist und Landrat
- 1890, 8. Februar, Hermann Hagenah, † 30. April 1948 in Bad Segeberg, Lehrer und Landeshistoriker
- 1892, 29. Oktober, Walter Alnor, † 13. Dezember 1972 in Bad Segeberg, Landrat, Politiker (DNVP dann NSDAP dann CDU)
- 1894, 29. Dezember, Paul Pagel, † 11. August 1955, Mitglied der Widerstandsgruppe Robinsohn-Strassmann-Gruppe, von 1946 bis 1950 Landrat im Kreis Segeberg, Mitbegründer der CDU in Bad Segeberg, Mitglied des Landtags von Schleswig-Holstein
- 1899, 15. Februar, Ernst Biberstein, † 8. Dezember 1986, Pastor, von 1933 bis 1935 Kirchenprobst von Segeberg und Nationalsozialist
- 1906, 9. Mai, Otto Flath, † 10. Mai 1987 in Bad Segeberg, Holzbildhauer, Maler und Ehrenbürger der Stadt Bad Segeberg
- 1927, 3. November, Uwe Bangert, † 19. November 2017 in Bad Segeberg, Maler und Ehrenbürger der Stadt Bad Segeberg
- 1929, 6. Februar, Pierre Brice, † 6. Juni 2015, französischer Schauspieler
- 1930, 14. Dezember, Silvius Wodarz, † 29. Dezember 2018, Forstbeamter und Naturschützer
- 1940, 13. Juni, Gojko Mitić, serbisch-deutscher Schauspieler
- 1940, 5. Juli, Margit Herbst, Veterinärmedizinerin, deckte die Anfänge des deutschen BSE-Skandals im Jahre 1994 auf
- 1941, 10. Dezember, Günter Willumeit, † 17. Oktober 2013 in Bad Segeberg, Humorist und Parodist
- 1963, 14. August, Marco Kröger, Schauspieler
- 1968, 9. November, Erol Sander, deutsch-türkischer Schauspieler
- 1973, 15. Februar, Mola Adebisi, ehemaliger Schauspieler, Moderator